# Pete (Disney)
Pete (també anomenat Pete Pota de Pal, entre altres noms) és un personatge de dibuixos animats antropomòrfic creat el 1925 per Walt Disney i Ub Iwerks. És un personatge de The Walt Disney Company i apareix sovint com a némesi i el principal antagonista de les històries de l'univers del ratolí Mickey. Va ser originalment un os antropomòrfic, però amb l'arribada de Mickey Mouse el 1928, es va definir com un gat. Pete és el personatge de Disney amb més antiguitat, creat tres anys abans de Mickey Mouse al curtmetratge Alice Solves the Puzzle (1925), el quinzè de la sèrie Alice Comedies.
Pete va aparèixer en 67 curtmetratges d'animació entre el 1925 i el 1954, havent estat presentat als curtmetratges de les sèries Alice Comedies i Oswald the Lucky Rabbit (Oswald el conill afortunat), i més tard a les del ratolí Mickey, l'ànec Donald i Goofy. L'última aparició de Pete durant aquesta època va ser The Lone Chipmunks (1954), que va ser la darrera entrega de la sèrie Chip an' Dale de tres parts. També va aparèixer als curtmetratges Mickey's Christmas Carol (1983), The Prince and the Pauper (1990), Mickey, Donald, Goofy: The Three Musketeers (2004), i Get a Horse! (2013).
Pete també ha participat en còmics Disney i sovint va aparèixer com ajudant de Sylvester Shyster a les tires còmiques de Mickey Mouse. En la producció italiana de còmics ha arribat a ser el personatge central d'alguns còmics de tant en tant. Pete després va aparèixer a la televisió, més àmpliament a Goof Troop (1992–1993), on se li va donar més continuïtat, tenint una família i una feina habitual com a venedor de cotxes usats i amic de Goofy. Ell torna a reprendre aquesta encarnació al 1999 a Mickey's Once Upon a Christmas. Pete també apareix a House of Mouse (2001-2003) com un propietari avariciós.
Tot i que Pete sol ser tipografiat com un malvat, ha mostrat una gran versatilitat dins del paper, interpretant-ho tot, des d'un criminal endurit (The Dognapper, The Lone Chipmunks) fins a una figura legítima d'autoritat (Moving Day, Donald Gets Drafted, Mr. Mouse Takes a Trip) i des d'un amenaçador creador de problemes (Building a Building, Trombone Trouble) fins a la pròpia víctima de les malifetes (Timber, The Private Vanishing). En algunes ocasions, Pete fins i tot ha fet d'un personatge simpàtic, mantenint el seu caràcter amenaçador subjacent (Symphony Hour, How to be a Detective). Sembla haver perdut bona part del seu comportament antagònic en les seves aparicions a Mickey Mouse Clubhouse i avui en dia és un personatge en gran manera amable.

## Dibuixos animats teatrals

### Alice Comedies

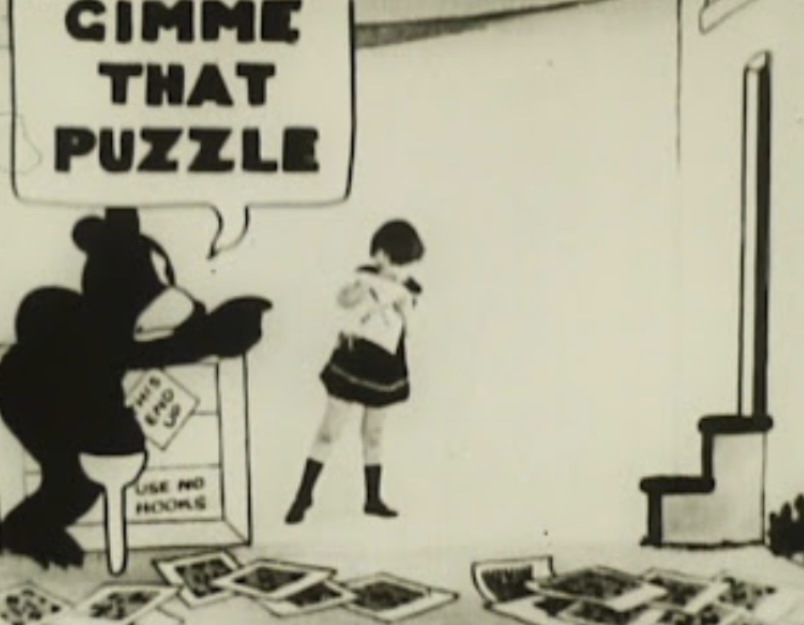
Primera aparició a Alice Solves the Puzzle (1925).

Pete va aparèixer per primera vegada a la sèrie de curtmetratges Alice Comedies produïda per Walt Disney durant els anys vint. Va aparèixer per primera vegada a Alice Solves the Puzzle (15 de febrer de 1925) com Bootleg Pete. El seu sobrenom és una referència a la seva carrera de contrabandista de begudes alcohòliques durant la Llei Seca als Estats Units (16 gener 1920-5 desembre 1933). Les seves activitats el van portar a la platja a temps de veure a Alice fent uns mots encreuats. Pete era un col·leccionista de mots encreuats i va identificar que el trencaclosques d'Alice era un exemplar rar que faltava a la seva col·lecció. La resta de la curt se centra en el seu antagonisme cap a Alice i el seu gat Julius per tal de robar-lo. La amenaçant os malvat va tenir bastanta presència en la sèrie, sovint amb els noms de Putrid Pete i Pegleg Pete.

### Oswald the Lucky Rabbit
Disney necessitava un enemic per enfrontar-se a la seva nova estrella Oswald the Lucky Rabbit, i Pete va ser introduït com el seu nou adversari al sisè curtmetratge d'Oswald The Ocean Hop (8 de setembre de 1927). Aparentment inspirats per Charles Lindbergh, els dos entren en una cursa d'avions a través de l'oceà Atlàntic. Lindbergh també va servir d'inspiració per a Plane Crazy (15 de maig de 1928), el primer dibuix animat amb el ratolí Mickey i Minnie Mouse.
Quan el productor Charles Mintz va endur-se la sèrie Oswald de Disney, Pete s'havia establert com el personatge secundari que sempre apareixia a Oswald, i el personatge va seguir apareixent en aquest paper a les pel·lícules d'Oswald dirigides i produïdes per Walter Lantz fins al 1937, convertint-lo essencialment en l'únic personatge de dibuixos animats en aquell moment que apareixia sovint en curtmetratges produïts per dos estudis d'animació rivals. El seu aspecte més diferenciat al de Disney va ser, probablement, com a capità a Permanent Wave (29 de setembre de 1929).

### Mickey Mouse i amics
Després de deixar la sèrie d'Oswald, Disney i el seu equip van crear un gat vilanenc per al seu nou protagonista el ratolí Mickey. Originàriament sense nom als dibuixos animats i anomenat "Terrible Tom" a les historietes, va ser anomenat "Pegleg Pete" el 1930, formalitzant-lo com una nova encarnació del dolent pre-Mickey. L'animador Norm Ferguson, conegut per desenvolupar Pluto, també va desenvolupar el personatge de Pete en diversos curts i el va fer semblar-se a l'actor Wallace Beery.
Pete va aparèixer com l'enemic de Mickey a partir dels dibuixos animats The Gallopin' Gaucho i Steamboat Willie. En els dibuixos animats de la dècada de 1930, Pete seria la némesi de Mickey, però variaria en les professions, des d'un fora de la llei (Gallopin 'Gaucho i el dibuix animat dins d'un dibuix animat Gallopin Romance a Mickey's Gala Premier) fins a un brutal policia (com a Moving Day). D'altra banda, Pete es veu entre l'audiència a Mickey's Revue de 1932 en què l'antagonista no és Pete sinó "Dippy Dawg" més conegut com a Goofy; a la Symphony Hour de 1942, Pete és un simpàtic impressor que patrocina l'orquestra de Mickey en un concert, que va molt malament, però té un gran èxit. A mesura que la popularitat de Mickey va disminuir, Pete serviria com a antagonista de Donald i en menor mesura de Goofy.

## Còmics
Pete sol formar equip amb els enemics de Mickey Mouse, Sylvester Shyster, Eli Squinch o The Phantom Blot. Va aparèixer per primera vegada a una tira de Mickey Mouse el 21 d'abril de 1930 a la història "Mickey Mouse in Death Valley", on tornava a tenir una cama de fusta per primera vegada des de les Alice Comedies. Apareix treballant per Sylvester Shyster, però a poc a poc va començar a treballar pel seu compte. De vegades, Pete també s'uneix a altres malvats de l'univers Disney, com ara els enemics de l'Oncle Garrepa (els Beagle Boys i Magica De Spell), Madam Mim procedent de The Sword in the Stone, el Capità Garfi i la Malvada Reina. Als còmics italians, la seva xicota Trudy (Trudy Van Tubb) és la seva col·laboradora freqüent. El seu cosí, el "científic boig" Plottigat, és un altre, menys freqüent, còmplice.
En els còmics de Disney, Pete es representa constantment com un criminal endurit. En la tira de 1943 de Mickey Mouse on a Secret Mission, va ser un agent de l'Alemanya nazi, treballant com a amic de l'espia de la Gestapo Von Weasel. A la història del 1950 The Moook Treasure, fins i tot va aparèixer com el subdirector d'intel·ligència similar a Lavrenti Béria en un estat totalitari a l'altra banda del Teló d'acer.

## Segona Guerra Mundial
Durant la Segona Guerra Mundial, Pete va ser "reclutat" per Walt Disney i va aparèixer com a mascota oficial de la Marina Mercant dels Estats Units. Va aparèixer en la sèrie de pel·lícules de l'anec Donald de l'exèrcit on va del sergent instructor de Donald i més tard el sergent i l'expert en paracaigudisme. En les tires de còmic era un espia de l'Alemanya nazi, que Mickey va descobrir a Mickey Mouse en "Mickey Mouse on a Secret Mission" (1943) per motivació econòmica.

## Enemics
Els majors enemics principals de Pete són Mickey, Donald, Goofy, Minnie i Pluto són amb els que més conflictes i enfrontaments a tingut en curts de Walt Disney.